# Alexander Blank
Alexander Blank (né le 4 février 2002 à Berlin en Allemagne) est un joueur allemand de hockey sur glace. Il évolue à la position d'attaquant.

## Biographie

### Carrière junior
Blank commence sa carrière junior avec le RB Hockey Academie en EBJL, le championnat des moins de 18 ans autrichien. Il dispute pour eux une rencontre en 2015-2016. Cette même saison, il joue 4 matchs de saison régulière et 4 de séries éliminatoires pour le Krefelder EV 1981 dans la ligue étudiante des moins de 16 ans.
Il rejoint le Iserlohn Roosters lors de la saison 2018-2019. Il prend part à 23 rencontres pour les moins de 18 ans, inscrivant 39 points et 21 rencontres pour les moins de 20 ans en deuxième division, inscrivant 26 points. La saison suivante, il joue, pour les moins de 20 ans, 31 parties marquant 47 points.
Le 9 mai 2020, il est  de retour avec le Krefelder EV 1981. Durant la saison 2020-2021, il dispute 6 matchs avec les moins de 20 ans, comptabilisant 8 points.

### En club
Blank commence sa carrière professionnelle avec le Iserlohn Roosters en DEL, lors de la saison 2019-2020. Il dispute son premier match le 14 février 2020, lors d'une défaite 2-4 face au EHC Munich.
Avec le Krefeld Penguine en 2021-2022, il inscrit son premier point, une passe, le 23 décembre 2020, lors d'une défaite 2-3 face au Iserlohn Roosters. Il marque son premier but le 30 décembre 2020, lors d'une défaite 3-6 face au Düsseldorfer EG. Le 2 mars 2021, il signe une extension de contrat d'une durée de deux ans avec le Krefeld Pinguine.
Il s'engage le 25 mai 2022 avec le Düsseldorf EG.
En prévision du repêchage de 2022, la centrale de recrutement de la LNH le classe au 131e rang des espoirs européens chez les patineurs.

### En équipe nationale
Blank représente son pays, l'Allemagne depuis la saison 2014-2015, avec le contingent des moins de 13 ans. Il dispute 6 matchs lors des sélections internationales mondiales. l'année suivante, il joue 6 rencontres lors du même tournoi avec les moins de 14 ans.
En 2020-2021, il prend part à 2 parties amicales avec l'équipe A de l'Allemagne.
La saison suivante, il participe au Championnat du monde junior en 2022. Avant que le tournoi ne soit annulé à cause de la pandémie de COVID-19, plusieurs équipes ayant de nombreux joueurs déclarés positifs.

## Statistiques

### En club
| Saison    | Équipe                 | Ligue    |    | Saison régulière | Saison régulière | Saison régulière | Saison régulière | Saison régulière |   | Séries éliminatoires | Séries éliminatoires | Séries éliminatoires | Séries éliminatoires | Séries éliminatoires |
| Saison    | Équipe                 | Ligue    | PJ | B                | A                | Pts              | Pun              | PJ               | B | A                    | Pts                  | Pun                  |                      |                      |
| 2015-2016 | Krefelder EV 1981 M16  | SBL U16  | 4  | 0                | 0                | 0                | 0                | 4                | 0 | 0                    | 0                    | 2                    |                      |                      |
| 2015-2016 | RB Hockey Academie M18 | EBJL U18 | 1  | 0                | 0                | 0                | 0                | -                | - | -                    | -                    | -                    |                      |                      |
| 2018-2019 | Iserlohn Roosters M17  | DNL U17  | 23 | 13               | 26               | 39               | 10               | -                | - | -                    | -                    | -                    |                      |                      |
| 2018-2019 | Iserlohn Roosters M20  | DNL2 U20 | 21 | 11               | 15               | 26               | 16               | -                | - | -                    | -                    | -                    |                      |                      |
| 2019-2020 | Iserlohn Roosters M20  | DNL2 U20 | 31 | 17               | 30               | 47               | 26               | -                | - | -                    | -                    | -                    |                      |                      |
| 2019-2020 | Iserlohn Roosters      | DEL      | 9  | 0                | 0                | 0                | 2                | -                | - | -                    | -                    | -                    |                      |                      |
| 2020-2021 | Krefelder EV 1981 M20  | DNL U20  | 6  | 1                | 7                | 8                | 8                | -                | - | -                    | -                    | -                    |                      |                      |
| 2020-2021 | Krefelder EV 1981 M23  | Oberliga | 16 | 5                | 22               | 27               | 12               | -                | - | -                    | -                    | -                    |                      |                      |
| 2020-2021 | Krefeld Pinguine       | DEL      | 36 | 6                | 7                | 13               | 10               | -                | - | -                    | -                    | -                    |                      |                      |
| 2021-2022 | Krefeld Pinguine       | DEL      | 48 | 5                | 11               | 16               | 22               | -                | - | -                    | -                    | -                    |                      |                      |
| 2021-2022 | Krefelder EV 1981 M23  | Oberliga | 1  | 0                | 0                | 0                | 0                | -                | - | -                    | -                    | -                    |                      |                      |

### En équipe nationale
| Année     | Équipe        | Compétition                 |   | PJ | B | A  | Pts | Pun                 |  | Résultat |
| 2014-2015 | Allemagne M13 | WSI U13                     | 6 | 1  | 1 | 2  | 2   |                     |  |          |
| 2015-2016 | Allemagne M14 | WSI U14                     | 5 | 3  | 7 | 10 | 0   |                     |  |          |
| 2020-2021 | Allemagne     | International               | 2 | 0  | 0 | 0  | 0   |                     |  |          |
| 2022      | Allemagne M20 | Championnat du monde junior | 2 | 2  | 1 | 3  | 0   | Compétition annulée |  |          |
| 2021-2022 | Allemagne M20 | International               | 2 | 0  | 3 | 3  | 2   |                     |  |          |